# Barbourula busuangensis
A Barbourula busuangensis a kétéltűek (Amphibia) osztályába a békák (Anura) rendjébe és az unkafélék (Bombinatoridae) családjába tartozó faj.

## Előfordulása
A Fülöp-szigetekhez tartozó Busuanga, Culion, Balabac és Palawan szigeten honos. A természetes élőhelye a trópusi száraz erdők, nedves síkvidéki erdők, nedves hegyvidéki erdők, folyók, időszakos folyók. A fajt élőhelyének elvesztése fenyegeti.

## Megjelenése
A Barbourula busuangensis nagy testű, erős felépítésű békafaj, mely kedveli a gyors folyású hegyi patakokat. Teste lapult, szeme és orrlyukai felül helyezkednek el, mellső és hátsó lábai erősek, mind mellső mind hátsó lábának ujjain található úszóhártya. Testét számos, nagyon apró szemölcs borítja, melyeknek mérete teste középvonalától kezdve növekszik. Színe sötét, a sötétzöldtől a feketéig, hátsó lábán halványabb zöld foltokkal és keresztirányú sávokkal. Nincs külső dobhártyája.

## Életmódja
Kedveli a háborítatlan, tiszta vizű hegyi patakokat. Ezekben gyakran látható, amint csak a szeme és az orrlyukai emelkedik a vízszint fölé. Rendkívül félénk természetű.

## Természetvédelem
Rejtőzködő életmódja és félénk természete miatt kevés ismerettel rendelkezünk e fajról. Nehezen megtalálható volta miatt Taylor és Noble már 1924-ben úgy vélekedett, hogy a faj a kihalás szélén áll. Elterjedési területe napjainkban lényegesen nagyobb, mint azt Taylor és Noble korábban gondolta. Az erdőirtás és ezzel együtt élőhelyének csökkenése miatt a faj veszélyeztetett, különösen Busuanga szigetén, ahol a bevándorlás miatt növekszik a környezetszennyezés.